# Чашка отменного чая
«Чашка отменного чая» (англ. A Nice Cup of Tea) — эссе английского писателя Джорджа Оруэлла, предметом которого является способ приготовления и употребления чая. Впервые опубликовано в еженедельной газете London Evening Standard 12 января 1946, впоследствии включалось во многие сборники произведений и собрания сочинений Оруэлла. На русском языке впервые опубликовано в сборнике «"1984" и эссе разных лет» (издательство «Прогресс», 1989).

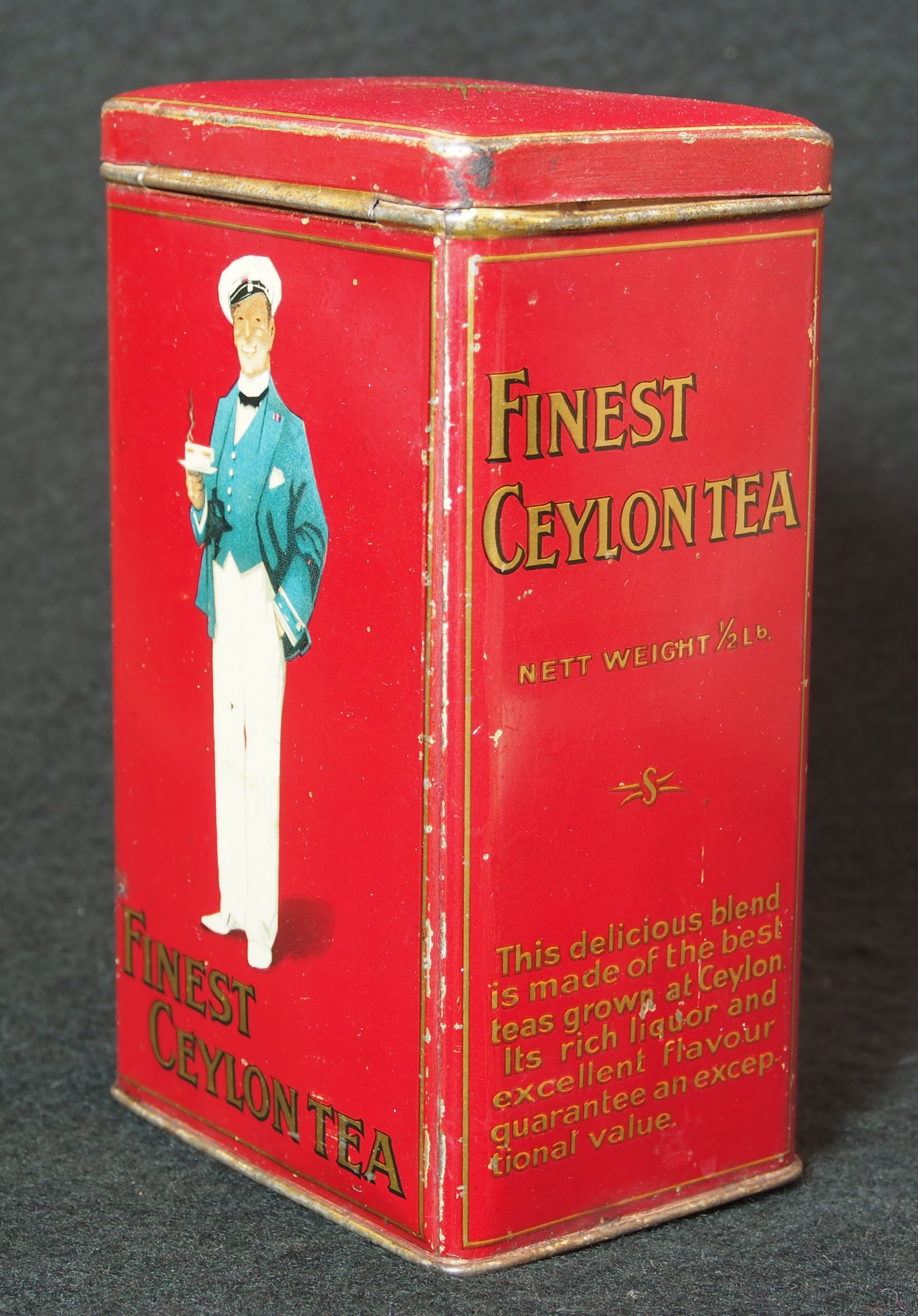
Коробка цейлонского чая, о котором упоминал Оруэлл.

В этом коротком эссе Оруэлл излагает свои собственные «одиннадцать золотых правил» приготовления чая, первое из которых гласит: 

Прежде всего, чай должен быть индийским или цейлонским. Китайский чай обладает достоинствами, которыми по нынешним временам нельзя пренебрегать, — он дешев, и его можно пить без молока, но он недостаточно бодрит. От китайского чая не почувствуешь себя умнее, отважнее либо просто оптимистичнее. Оригинальный текст (англ.)First of all, one should use Indian or Ceylonese tea. China tea has virtues which are not to be despised nowadays — it is economical, and one can drink it without milk — but there is not much stimulation in it. One does not feel wiser, braver or more optimistic after drinking it. — Джордж Оруэлл. «Чашка отменного чая» (Перевод Ю.А. Зараховича)
. 
Он также рекомендует заваривать чай в небольшом заварном чайничке, лучше всего фарфоровом или фаянсовом. Кроме того, Оруэлл сообщает, что любит пить крепкий чай с молоком, но без сахара. 
Накануне 100-летия со дня рождения Оруэлла Королевское химическое общество провело исследование чая.  